# Clay Town
Pour plus de détails, voir Fiche technique et Distribution.
Clay Town est un court métrage d'animation américain de la série Out of the Inkwell, réalisé par Dave Fleischer et sorti en 1924.

## Fiche technique
- Titre : Clay Town
- Réalisateur : Dave Fleischer
- Pays d'origine :  États-Unis
- Genre : animation, comédie
- Durée : 6 minutes
- Date de sortie :
  - États-Unis : 28 mai 1924